# Defence Force
Defence Force is een voetbalclub uit Port of Spain in Trinidad en Tobago.
De club werd in 1974 opgericht en is geassocieerd met het leger van Trinidad en Tobago. Defence Force speelt zijn thuiswedstrijden in het Hasely Crawford Stadion dat plaats biedt aan 27.000 toeschouwers. Met 20 nationale titels is de club de meest succesvolle vereniging uit Trinidad en Tobago.

## Erelijst
- Kampioenschap van Trinidad en Tobago

1972, 1973, 1974, 1975, 1976, 1977, 1978, 1980, 1981, 1984, 1985, 1987, 1989, 1990, 1992, 1993, 1995, 1996, 1997, 1999, 2011, 2013
- Beker van Trinidad en Tobago

1974, 1981, 1985, 1989, 1991, 1996
- League Cup

2002, 2009
- CONCACAF Champions' Cup

1978, 1985
- CFU Club Championship

2001